# Notommata omentata
Notommata omentata is een raderdiertjessoort uit de familie Notommatidae. De wetenschappelijke naam van deze soort is voor het eerst geldig gepubliceerd in 1939 door Wulfert.